# Aitana Sánchez-Gijón
Aitana Sánchez-Gijón, född 5 november 1968, i Rom är en spansk-italiensk skådespelare.